# Santo Adriano no Fórum (diaconia)
Santo Adriano no Fórum (em latim, Sancti Hadriani in Foro) é uma diaconia instituída em 630, pelo Papa Honório I, de acordo com o Liber Pontificalis, na antiga Curia Hostilia. Ela foi designada pelo Papa Sérgio I como ponto de partida para as ladainhas durante certas festas religiosas.
Teria sido eregida como uma diaconia na Região VIII de Roma pelo Papa Gregório III cerca de 734 e confirmado pelo Papa Adriano I em torno de 775. Por causa da destruição da antiga igreja titular, Sant'Adriano al Foro, para o restauro da Cúria Júlia, a diaconia foi suprimida por meio da constituição apostólica Sancti Hadriani Ecclesia pelo Papa Pio XII em 25 de janeiro de 1946, sendo substituída pela diaconia de São Paulo em Regola.

## Titulares protetores
- Guglielmo Pietro le Clerc (1062-1072)
- Paolo Boschetti (ou Boschettus) (1072-1073)
- São Beraldo de Marsi (1099- circa 1100)
- Pietro, O.S.B. (circa 1100-1122)
- Matteo (1122- circa 1126)
- Pedro Otávio (1127-1130)
- Guido (1130-1138)
- Ubaldo (?) (1138-1141 o 1144?)
- Gilberto (1141-1143)
- Giovanni Paparoni (ou Paparo, ou Paperone) (1143-1151)
- Alberto Sartori di Morra, O.S.B. (1155-1158) Eleito Papa Gregório VIII em 1187
- Cinzio Papareschi (ou di Guidoni Papareschi) (1158-1178)
- Rainier le Grand (1178-1182)
- Gerardo Allucingoli † (1182 - 1204)[2]
- Angelo † (1212 - 1214)
- Stefano Normandis † (1216 - 1228 nomeado cardeal-presbítero de Santa Maria in Trastevere)
- Goffredo Castiglioni † (1244 - circa 1245)
- Ottobono Fieschi † ( 1251 - 1276) Eleito Papa Adriano IV
- Napoleone Orsini † (1288 - 1342)
- Rinaldo Orsini † (1350 - 1374)
- Gentile da Sangro † (1378 - circa 1385)
- Ludovico Fieschi † (circa 1385 - 1423)
  - Bonifacio Ammanati † (1397 - 1399), Pseudocardeal do antipapa Bento XIII.
- Hugues de Lusignan † (1426 - 1431 nomeado cardeal-presbítero de San Clemente)
  - Vacante (1431-1473)
- Stefano Nardini † (1473 - 1476 nomeado cardeal-presbítero de Santa Maria in Trastevere)
- Giovanni d'Aragona † (1477 - 1483 nomeado cardeal-presbítero de Santa Sabina)
  - Vacante (1483-1485)
  - Giovanni de' Conti † (1485-1489) (in commendam) [3]
- Pierre d'Aubusson, O.S.Io.Hieros. † (1489 - 1503)
- François Guillaume de Castelnau-Clermont-Lodève † (1503 - 1509 nomeado cardeal-presbítero de Santo Stefano al Monte Celio)
- Bandinello Sauli † (1511 – 1511 nomeado cardeal-presbítero de Santa Sabina)
- Agostino Trivulzio † (1517 - 1548)[4]
- Jean du Bellay, título pro illa vice † (1548 - 1549 nomeado cardeal-presbítero de San Crisogono)
- Odet de Coligny de Châtillon † (1549 - 1563)
- Innico d'Avalos d'Aragona, O.S.Iacobis † (1563 - 1567 nomeado cardeal-presbítero de San Lorenzo in Lucina)
- Fulvio Giulio della Corgna, O.S.Io.Hieros. † (1567 - 1574 nomeado cardeal-bispo de Albano)
- Prospero Pubblicola Santacroce † (1574 - nomeado cardeal-presbítero de San Clemente)
- Andrew Báthory † (1584 - 1587 nomeado cardeal-diácono de Sant'Angelo in Pescheria)
- Girolamo Mattei † (1587 - 1587 nomeado cardeal-diácono de Sant'Agata dei Goti)
- Agostino Cusani † (1589 - 1591 nomeado cardeal-presbítero de San Lorenzo in Panisperna)
- Odoardo Farnese † (1591 - 1595)
- Francesco Mantica † (1596 - 1597 nomeado cardeal-presbítero de San Tommaso in Parione)
- Giovanni Battista Deti † (1599 - 1599 nomeado cardeal-diácono de Santa Maria in Cosmedin)
- Alessandro d'Este † (1600 – 1600 nomeado cardeal-diácono de Santa Maria Nuova)
  - Vacante (1600-1605)
- Giovanni Doria † (1605 - 1623 nomeado cardeal-presbítero de San Pietro in Montorio)
- Louis de Nogaret de La Valette † (1623 - 1639)
  - Vacante (1639-1644)
- Achille d' Etampes de Valençay, O.S.Io.Hieros. † (1644 – 1646)
- Francesco Maidalchini † (1647 - 1653 nomeado cardeal-diácono de San Pancrazio)
- Decio Azzolino juniore † (1654 - 1668 nomeado cardeal-diácono de Sant'Eustachio)
- Carlo Cerri † (1670 – 1690)
- Gianfrancesco Albani † (1690 - 1700 nomeado cardeal-presbítero de San Silvestro in Capite) Eleito Papa Clemente XI
  - Vacante (1700-1706)
- Pietro Priuli † (1706 - 1720 nomeado cardeal-presbítero de San Marco)
- Alessandro Albani † (1721 - 1722 nomeado cardeal-diácono de Santa Maria in Cosmedin)
- Giulio Alberoni † (1724 - 1728 nomeado cardeal-presbítero de San Crisogono)
- Neri Maria Corsini † (1731 – 1737 nomeado cardeal-diácono de Sant'Eustachio)
- Marcellino Corio † (1739 - 1742)
- Girolamo Bardi † (1743 – 1753 nomeado cardeal-presbítero de Santa Maria degli Angeli)
- Giovanni Francesco Banchieri † (1753 - 1763)
- Enea Silvio Piccolomini † (1766 -  1768)
  - Vacante (1768-1785)
- Carlo Livizzani Forni † (1785 - 1794 nomeado cardeal-presbítero de San Silvestro in Capite)
  - Vacante (1795-1803)
- Luigi Gazzoli † (1803 - 1809)
  - Vacante (1809-1817)
- Lorenzo Prospero Bottini † (1817 - 1818)
- Cesare Guerrieri Gonzaga † (1819 - 1832)
  - Vacante (1832-1838)
- Giuseppe Ugolini † (1838 - 1855 nomeado cardeal-diácono de Santa Maria in Cosmedin)
  - Vacante (1855-1886)
- Camillo Mazzella, S.J. † (1886 - 1896 nomeado cardeal-presbítero de Santa Maria in Traspontina)
- José Calassanç Vives y Tuto, O.F.M. Cap. † (1899 - 1913)
  - Vacante (1913-1923)
- Evaristo Lucidi † (1923 - 1929)
  - Vacante (1929-1946)